# Ruta comercial del Volga

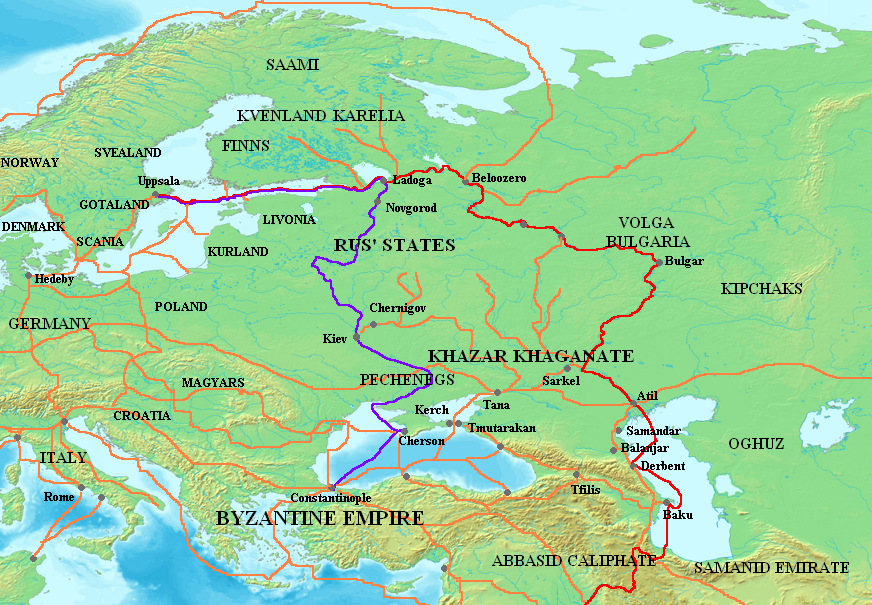
Mapa que mostra les principals rutes comercials dels varegs: la ruta comercial del Volga (en vermell) i la ruta comercial dels varegs als grecs (en violeta). Es mostren en taronja altres rutes comercials dels segles VIII-XI.

A l'edat mitjana, la ruta comercial del Volga  connectava Europa del Nord, el nord-oest de Rússia amb la mar Càspia. Els russos feien servir aquesta ruta per comerciar amb els països musulmans a les costes del sud del mar Caspi, de vegades arribant encara més lluny, com a Bagdad. La ruta funcionava simultàniament amb la ruta comercial del riu Dnièper, més coneguda com la ruta comercial dels varegs als grecs, i va perdre la seva importància cap al segle xi.

## Establiment
La ruta comercial del Volga va ser establerta pels eslovens que es van assentar al nord-oest de Rússia al segle ix. Primer es van establir en un assentament anomenat Stàraia Làdoga, a uns 10 km al sud d'on el riu Vólkhov desemboca al llac Làdoga. Les proves arqueològiques suggereixen activitats comercials dels russos al llarg de la ruta comercial del Volga, com a molt aviat en el segle viii. Les més primerenques i grans troballes de monedes àrabs a Europa es van fer en el territori que ara és Rússia, al llarg del Volga, al districte de Iaroslavl. Una reserva de monedes trobada a Peterhov, prop de Sant Petersburg, conté vint monedes amb gravats en àrab, turc (possiblement khàzar) i grec, i runes en nòrdic antic; aquestes últimes representen més de la meitat del total. Havent examinat la major part de les monedes àrabs a l'Europa oriental, Valentin Ianina conclou que el sistema monetari més primerenc que va tenir Rússia va estar basat en els sistemes monetaris d'Àfrica en aquella època.

## Funcionament
Des d'Aldeigjuborg, els russos podien viatjar pel riu Vólkhov aigües amunt fins a Nóvgorod, i des d'allà, al llac Ilmen i fins més lluny remuntant el riu Lovat. Els comerciants portaven pell, mel i esclaus a través dels territoris de les tribus fino-pèrmies, arribant a la Bulgària del Volga. Des d'allà continuaven el camí del Volga fins al territori dels khàzars, la capital dels quals Atil era un concorregut port a la costa de la mar Càspia. Des d'Atil, les mercaderies russes viatjaven a través del mar i després en caravanes fins a Bagdad.